# Gmina Ervenik
Gmina Ervenik (chorw. Općina Ervenik) – gmina położona w Chorwacji, w żupanii szybenicko-knińskiej.

## Demografia
W 2011 roku we wsi Ervenik zamieszkiwało 328 mieszkańców, z czego zdecydowaną większość stanowili Serbowie. Populacja gminy: 1 204 mieszkańców (2011).
| Liczba ludności | Liczba ludności | Liczba ludności | Liczba ludności | Liczba ludności | Liczba ludności | Liczba ludności | Liczba ludności | Liczba ludności | Liczba ludności | Liczba ludności | Liczba ludności | Liczba ludności | Liczba ludności | Liczba ludności |
| --------------- | --------------- | --------------- | --------------- | --------------- | --------------- | --------------- | --------------- | --------------- | --------------- | --------------- | --------------- | --------------- | --------------- | --------------- |
| 1857            | 1869            | 1880            | 1890            | 1900            | 1910            | 1921            | 1931            | 1948            | 1953            | 1961            | 1971            | 1981            | 1991            | 2001            |
| 2080            | 2129            | 2123            | 2337            | 2466            | 2788            | 2467            | 2829            | 2318            | 2331            | 2397            | 2056            | 1827            | 1570            | 227             |

## Miejscowości w gminie
- Ervenik
- Mokro Polje
- Oton
- Pađene
- Radučić